# Rasmus Hansen
Pour les articles homonymes, voir Hansen.
Hans Rasmus Hansen, né le 16 août 1896 à Kolding (Danemark) et mort le 10 octobre 1971 à Copenhague (Danemark), est un homme politique danois, membre des Sociaux-démocrates, ancien ministre et ancien député au Parlement (le Folketing).

## Biographie
En qualité de ministre de la Défense, il a contribué à l'essor du programme Echelon. Ceci n'a été reconnu qu'en 1999.